# Andris Vaņins
Andris Vaņins (Ilūkste, 30 aprile 1980) è un ex calciatore lettone, di ruolo portiere.

## Carriera
Approda al Sion dopo una lunga militanza nel campionato lettone durante l'estate del 2009. Il 24 ottobre 2013 il suo contratto viene prolungato fino alla fine del mese di giugno 2017.

## Palmarès

### Club
- Coppa di Lettonia: 2

Ventspils: 2003, 2007
- Campionato lettone: 3

Ventspils: 2006, 2007, 2008
- Coppa Svizzera: 3

Sion: 2010-2011, 2014-2015
Zurigo: 2017-2018
- Challenge League: 1

Zurigo: 2016-2017

### Nazionale
- Coppa del Baltico: 2

2008, 2012

### Individuale
- Calciatore lettone dell'anno: 5

2008, 2013, 2015, 2016, 2017